# Serra de l'Àliga
|  | No s'ha de confondre amb Serrat de l'Àliga. |

La Serra de l'Àliga és una serra repartida entre els municipis d'Algerri, Castelló de Farfanya i Os de Balaguer a la comarca del Noguera, amb una elevació màxima de 580 metres.